# Akalkumpi, Devadurga
Akalkumpi là một làng thuộc tehsil Devadurga, huyện Raichur, bang Karnataka, Ấn Độ.